# Phrynobatrachus njiomock
Phrynobatrachus njiomock é uma espécie de anfíbio anuro da família Phrynobatrachidae. Está presente nos Camarões. A UICN classificou-a como pouco preocupante.